# クライムカイザー
クライムカイザーは、日本の競走馬、種牡馬。主な勝ち鞍に1976年の東京優駿（日本ダービー）、弥生賞、京成杯。
TTG3強世代の一頭で、トウショウボーイ・テンポイント・グリーングラスやホクトボーイなどの同期であった。
馬名の由来は、「Climb（上り詰める）」＋「Kaiser（ドイツ皇帝の称号）」であるが、優勝した日本ダービーの際の騎乗により、後に「犯罪皇帝 (Crime Kaiser) 」とも呼ばれるようになった。

## 戦績
- 当項目内の年齢は旧表記に統一する。

### 3歳時
1975年6月28日に佐藤嘉秋厩舎所属馬としてデビューしたクライムカイザーは3歳時は7戦2勝、条件特別戦のライラック賞でのレコード勝ちがあるものの、朝日杯3歳ステークス4着を含む重賞3連敗と上手くいかない成績に終わってしまった。
３歳時ではまだトウショウボーイやグリーングラスなどがデビューしておらず、関東のクラシック有力馬の1頭として注目されており、同じく関西のクラシック有力馬であったテンポイントとの対決を求める声が数多く存在していた。

### 4歳時
4歳の初戦の京成杯で念願の重賞初制覇を果たす。次走の東京4歳ステークスでは関西から東上してきたテンポイントと待望の初対決となるも半馬身遅れの2着に敗れる。続く弥生賞では朝日杯3歳ステークス優勝馬のボールドシンボリに2馬身差を付けて勝利し、クラシック戦線において人気馬の一角として浮上。
こうして皐月賞ではテンポイント・トウショウボーイに続く3番人気での挑戦となったが、5着に終わった。
続く日本ダービーでは、皐月賞馬トウショウボーイ、2着馬テンポイント、NHK杯勝ち馬であるコーヨーチカラに次ぐ4番人気に推され、直線入口で、池上昌弘が掛ったトウショウボーイを必死に抑えるスキを突いて、一気にトウショウボーイを交わしてそのまま1馬身1/2差で下し、見事ダービー馬の栄冠に輝いた。生産者であった田中牧場の代表である田中彰治は前年に逝去しており、奇しくも弔い合戦のような形での勝利であった。
長らく池上昌弘の失言により明かされた「寄られると怯む」というトウショウボーイの弱点を加賀武見が突いたと言われてきたが、加賀は「馬の方が『行く』って気持ちを出したから自分もその気持ちに乗って行った。（意識的には）仕掛けてない」また斜行、走路妨害と言われているのも「だって出し抜いたんだから。あのときトウショウボーイが外によれたからそう見えるだけ」と語っており、従来の定説を否定している。この時の一見、強引に見えた騎乗によるダービー制覇ゆえに「犯罪皇帝」の異名が付いた。なお、この件は審議の対象にはならず、制裁も受けなかった。
ダービー馬になったクライムカイザーであったが、以降は善戦するものの勝ちきれないレースが続くことになる。ダービーから1ヶ月半後にトウショウボーイを追う形で北海道入りし出走した札幌記念では、グレートセイカンとトウショウボーイに続く3着。神戸新聞杯では福永洋一騎手に乗り替わったトウショウボーイに5馬身も差を付けられる2着に敗れ、京都新聞杯では半馬身差まで詰め寄ったものの、再びトウショウボーイの2着に敗れた。
それでも菊花賞ではトウショウボーイ（3枠7番）とともに単枠指定（4枠8番）となり、「T・Cライン」として2強対決と評され出走するも、内ラチ沿いを大駆けしたグリーングラスに敗れ5着となる。
有馬記念ではファン投票で4位と推されるものの回避した。
4歳時を最後に加賀武見騎手から柴田政人騎手へと乗り替わっており、以降加賀騎手は騎乗していない。

### 5歳時
5歳になってからはトウショウボーイ、テンポイントの他に、グリーングラスを追う形でクライムカイザーはアメリカジョッキークラブカップへ出走。菊花賞の好走はフロック、まぐれと評されていたグリーングラスがレコードで大駆けすると評価が一変し、クライムカイザーの評価が4番手になる。目黒記念ではクライムカイザーは58㎏で出走と、最重量である60㎏に比べて2㎏のハンデを貰うも4着。
その後テンポイントを追う形で関西へ西下し、それに合わせ栗東の所属であった橋口満朗騎手へと乗り替わり鳴尾記念へ出走するも4着。それでも一線を画すと期待されていたものの、天皇賞・春では中央入りしたゴールドイーグル、一昨年の有馬記念の覇者であるイシノアラシに次ぐ5番人気での出走となり、5着となった。
作家と同時に競馬愛好家であった石川喬司は作品の中の天皇賞・春の予想で、Aランクを最上位とした評価に3強はAランクと評価しながらも、クライムカイザーはBランクと評していた。
宝塚記念では、前年の有馬記念から復帰したトウショウボーイを含めて2度目のTTG三頭と同時出走するレースとなり、この年は出走馬6頭すべてが後に八大競走勝利馬というハイレベルなメンバーが集まっていた。レースは先頭に立ったトウショウボーイに「前半超スロー・後半超ハイ」の追い込み馬には不利な展開に持ち込まれ、クライムカイザーは全くいいところなく最下位の6着と生涯初めて掲示板を外した。この後、「左前けいじん帯炎」を発症し、馬の温泉である競走馬総合研究所の常磐支所で療養するも復帰の目途が立たず引退した。
全成績は21戦5勝。生涯を通じて1度も1番人気になる事は無かったが、5番人気以下になる事もなく、結果的にラストランとなった宝塚記念以外では掲示板を外さないといった安定した成績を残しており、競走生活晩年に関西で騎乗した橋口満朗は「強い印象」とコメントを残している。
ダービーでの走法を「犯罪皇帝」と評した寺山修司はスポーツ報知で連載していた人気のコラムであった『風の吹くまま』では古馬となった後もクライムカイザーを気にかけており、その際も「犯罪皇帝」という異名を引用している為、寺山にとってその異名は応援の言葉であったとされるものの、現在は揶揄といった表現として受け取られている。

## 引退後
1979年より種牡馬として光伸牧場で供用された。ヴェンチアの貴重な後継種牡馬の1頭として注目を集め、4年程は20頭近く種付けするも、当時の内国産種牡馬に対する冷遇の影響かその後数頭程に落ち着き、共同通信杯4歳ステークス勝ち馬マイネルブレーブ以外には全く活躍馬を出せず、1994年に種牡馬を引退し光伸牧場の功労馬として余生を送っていた。
グリーングラスが死亡した3か月後の2000年9月、TTG全頭の死を看取る様に心臓麻痺で死亡した。享年28歳だった。

## 競走成績
| 年月日 | 年月日 | 年月日 | 競馬場 | 競走名         | 頭 数 | 馬 番 | 人気 | 着順 | 距離          | タイム  | 騎手     | 着差      | 勝ち馬 / （2着馬）   |
| ------ | ------ | ------ | ------ | -------------- | ----- | ----- | ---- | ---- | ------------- | ------- | -------- | --------- | -------------------- |
| 1975   | 6.     | 28     | 札幌   | 3歳新馬        | 9     | 9     | 4人  | 3着  | ダ1000m（良） | 1.03.5  | 加賀武見 | -0.5秒    | キタノカイウン       |
|        | 7.     | 12     | 札幌   | 3歳新馬        | 5     | 2     | 2人  | 1着  | ダ1000m（不） | 1.00.0  | 加賀武見 | 1 1/4馬身 | （スギノバンダ）     |
|        | 8.     | 1      | 札幌   | ライラック賞   | 5     | 1     | 4人  | 1着  | ダ1200m（良） | R1.12.8 | 加賀武見 | 3/4馬身   | （イナリニウドー）   |
|        | 8.     | 16     | 函館   | オープン       | 8     | 7     | 2人  | 3着  | 芝1200m（良） | 1.12.2  | 加賀武見 | -0.1秒    | キタノカイウン       |
|        | 8.     | 31     | 函館   | 函館3歳S       | 10    | 5     | 2人  | 4着  | 芝1200m（良） | 1.13.2  | 加賀武見 | -0.5秒    | イナリニウドー       |
|        | 10.    | 19     | 東京   | 京成杯3歳S     | 7     | 7     | 4人  | 2着  | 芝1400m（不） | 1.25.6  | 加賀武見 | -0.4秒    | フェアスポート       |
|        | 12.    | 7      | 中山   | 朝日杯3歳S     | 8     | 6     | 3人  | 4着  | 芝1600m（不） | 1.39.0  | 加賀武見 | -0.4秒    | ボールドシンボリ     |
| 1976   | 1.     | 11     | 東京   | 京成杯         | 11    | 11    | 2人  | 1着  | 芝1600m（良） | 1.36.4  | 加賀武見 | 1 1/4馬身 | （クリアロハ）       |
|        | 2.     | 15     | 東京   | 東京4歳S       | 6     | 4     | 2人  | 2着  | 芝1800m（良） | 1.49.7  | 加賀武見 | -0.1秒    | テンポイント         |
|        | 3.     | 7      | 中山   | 弥生賞         | 7     | 2     | 2人  | 1着  | 芝1800m（良） | 1.51.2  | 加賀武見 | 2馬身     | （ボールドシンボリ） |
|        | 4.     | 25     | 東京   | 皐月賞         | 15    | 11    | 3人  | 5着  | 芝2000m（良） | 2.02.4  | 加賀武見 | -0.8秒    | トウショウボーイ     |
|        | 5.     | 30     | 東京   | 東京優駿       | 27    | 20    | 4人  | 1着  | 芝2400m（良） | 2.27.6  | 加賀武見 | 1 1/2馬身 | （トウショウボーイ） |
|        | 7.     | 11     | 札幌   | 札幌記念       | 10    | 5     | 3人  | 3着  | ダ2000m（良） | 2.04.8  | 加賀武見 | -1.4秒    | グレートセイカン     |
|        | 10.    | 3      | 阪神   | 神戸新聞杯     | 9     | 7     | 2人  | 2着  | 芝2000m（良） | 1.59.7  | 加賀武見 | -0.8秒    | トウショウボーイ     |
|        | 10.    | 24     | 阪神   | 京都新聞杯     | 8     | 7     | 2人  | 2着  | 芝2000m（重） | 2.02.3  | 加賀武見 | -0.1秒    | トウショウボーイ     |
|        | 11.    | 14     | 京都   | 菊花賞         | 21    | 8     | 2人  | 5着  | 芝3000m（重） | 3.10.8  | 加賀武見 | -0.9秒    | グリーングラス       |
| 1977   | 1.     | 23     | 東京   | AJCC           | 13    | 1     | 5人  | 5着  | 芝2400m（良） | 2.27.4  | 柴田政人 | -1.1秒    | グリーングラス       |
|        | 2.     | 20     | 東京   | 目黒記念（春） | 13    | 11    | 2人  | 4着  | 芝2500m（良） | 2.34.8  | 柴田政人 | -0.6秒    | カシュウチカラ       |
|        | 3.     | 27     | 阪神   | 鳴尾記念       | 9     | 2     | 3人  | 4着  | 芝2400m（重） | 2.33.5  | 橋口満朗 | -0.9秒    | テンポイント         |
|        | 4.     | 29     | 京都   | 天皇賞（春）   | 14    | 11    | 5人  | 5着  | 芝3200m（稍） | 3.22.2  | 橋口満朗 | -0.5秒    | テンポイント         |
|        | 6.     | 5      | 阪神   | 宝塚記念       | 6     | 5     | 5人  | 6着  | 芝2200m（良） | 2.15.2  | 橋口満朗 | -2.2秒    | トウショウボーイ     |

- タイム欄のRはレコード勝ちを示す。
- 太字の競走は八大競走。

## 血統表
| クライムカイザーの血統（*印は海外産の日本輸入馬） | クライムカイザーの血統（*印は海外産の日本輸入馬） | クライムカイザーの血統（*印は海外産の日本輸入馬） | （血統表の出典）             | （血統表の出典） |
| 父系                                              | マンノウォー系（レリック系）                      | マンノウォー系（レリック系）                      | マンノウォー系（レリック系） | [ § 2 ]          |
| 父 *ヴェンチア Venture 1957 黒鹿毛                | 父の父Relic 1945 青毛                             | War Relic                                         | Man o'War                    | Man o'War        |
| 父 *ヴェンチア Venture 1957 黒鹿毛                | 父の父Relic 1945 青毛                             | War Relic                                         | Friar's Carse                |                  |
| 父 *ヴェンチア Venture 1957 黒鹿毛                | 父の父Relic 1945 青毛                             | Bridal Colors                                     | Black Toney                  | Black Toney      |
| 父 *ヴェンチア Venture 1957 黒鹿毛                | 父の父Relic 1945 青毛                             | Bridal Colors                                     | Vaila                        |                  |
| 父 *ヴェンチア Venture 1957 黒鹿毛                | 父の母Rose o'Lynn 1944 鹿毛                       | Pherozshah                                        | Pharos                       | Pharos           |
| 父 *ヴェンチア Venture 1957 黒鹿毛                | 父の母Rose o'Lynn 1944 鹿毛                       | Pherozshah                                        | Mah Mahal                    |                  |
| 父 *ヴェンチア Venture 1957 黒鹿毛                | 父の母Rose o'Lynn 1944 鹿毛                       | Rocklyn                                           | Easton                       | Easton           |
| 父 *ヴェンチア Venture 1957 黒鹿毛                | 父の母Rose o'Lynn 1944 鹿毛                       | Rocklyn                                           | Rock Forrard                 |                  |
| 母 クインアズマ 1968 青毛                         | 母の父*シーフュリュー Si Furieux 1957 青毛        | Sicambre                                          | Prince Bio                   | Prince Bio       |
| 母 クインアズマ 1968 青毛                         | 母の父*シーフュリュー Si Furieux 1957 青毛        | Sicambre                                          | Sif                          |                  |
| 母 クインアズマ 1968 青毛                         | 母の父*シーフュリュー Si Furieux 1957 青毛        | Hell's Fury                                       | Dante                        | Dante            |
| 母 クインアズマ 1968 青毛                         | 母の父*シーフュリュー Si Furieux 1957 青毛        | Hell's Fury                                       | Sister Sarah                 |                  |
| 母 クインアズマ 1968 青毛                         | 母の母カツラアズマ 1961 黒鹿毛                    | Premonition                                       | Precipitation                | Precipitation    |
| 母 クインアズマ 1968 青毛                         | 母の母カツラアズマ 1961 黒鹿毛                    | Premonition                                       | Trial Ground                 |                  |
| 母 クインアズマ 1968 青毛                         | 母の母カツラアズマ 1961 黒鹿毛                    | *ルーミナスサイト Luminous Sight                  | Big Game                     | Big Game         |
| 母 クインアズマ 1968 青毛                         | 母の母カツラアズマ 1961 黒鹿毛                    | *ルーミナスサイト Luminous Sight                  | Incandescent                 |                  |
| 母系(F-No.)                                       | ルーミナスサイト(GB)系(FN:7)                      | ルーミナスサイト(GB)系(FN:7)                      | ルーミナスサイト(GB)系(FN:7) | [ § 3 ]          |
| 5代内の近親交配                                   | 5代までアウトブリード                             | 5代までアウトブリード                             | 5代までアウトブリード        | [ § 4 ]          |
| 出典                                              | 1. 2. 3. 4.                                       | 1. 2. 3. 4.                                       | 1. 2. 3. 4.                  | 1. 2. 3. 4.      |